# سولوویوفسک
سولوویوفسک (به لاتین: Solovyovsk) یک منطقهٔ مسکونی در روسیه است که در استان آمور واقع شده‌است.